# Thierry Ier de Clèves
Pour les articles homonymes, voir Thierry Ier et Thierry.
Thierry Ier de Clèves, fils de Rutger II de Clèves, fut comte de Clèves de 1075 à 1091.

## Sources
- (nl) Cet article est partiellement ou en totalité issu de l’article de Wikipédia en néerlandais intitulé « Diederik II van Kleef » (voir la liste des auteurs).